# San José de Pala
San José de Pala är en ort i Mexiko.   Den ligger i kommunen Tlaquiltenango och delstaten Morelos, i den sydöstra delen av landet, 100 km söder om huvudstaden Mexico City. San José de Pala ligger 1 188 meter över havet och antalet invånare är 411.
Terrängen runt San José de Pala är kuperad. Runt San José de Pala är det ganska tätbefolkat, med 129 invånare per kvadratkilometer. Närmaste större samhälle är Tlaquiltenango, 17,9 km nordväst om San José de Pala. I omgivningarna runt San José de Pala växer huvudsakligen savannskog.